# Gamebryo
Gamebryo ist eine Spiel-Engine des südkoreanischen Unternehmens Gamebase.

## Geschichte
Gamebryo entstand aus der Entwicklung der Render-Engine Rendition für CAD-Anwendungen (AutoCAD) des Unternehmens Numerical Design Limited (NDL) aus Chapel Hill im US-Bundesstaat North Carolina. Mit der ersten Welle der VR-Entwicklungen Ende der 1990er lizenzierte NDL von Intel die Echtzeit-Grafiksoftware 3D Worlds und verband es mit seiner Technologie zur NetImmerse Engine. Die ersten Spiele, die diese Grafikengine lizenzierten, waren das 1999 veröffentlichte Prince of Persia und 2001 das MMO Dark Age of Camelot. 2003 wurde die NetImmerse-Engine in Gamebryo umbenannt. Zu einem der wichtigsten Lizenznehmer wurde Bethesda Softworks. Das Studio entwickelte auf Grundlage der Engine die Titel Morrowind, Oblivion und Fallout 3. Bethesda erwarb dabei eine Dauerlizenz, die ihnen selbst die Weiterentwicklung der Engine erlaubte und mit Skyrim schließlich in der Umbenennung dieses Zweigs in die sogenannte Creation Engine mündete.
2002 versuchte das Unternehmen neue Gelder zu akquirieren, was sich aufgrund der geplatzten Dotcom-Blase als schwierig erwies. Gespräche mit den Anbietern Alias (Maya), Autodesk (3ds Max) und Softimage über eine Übernahme von NDL scheiterten. Das Unternehmen nahm daher Gespräche mit einem früheren Interessenten, Emergent, wieder auf. Emergent war als Butterfly.net in West Virginia gegründet worden und hatte sich, mittlerweile in Kalifornien ansässig, 2005 in Emergent Game Technologies umbenannt. Das Unternehmen bot Software-Anwendungen für Online-Infrastruktur und die Spieleentwicklung an. Noch im gleichen Jahr einigten sich Emergent und NDL auf eine Übernahme, um fortan gemeinsam als Middleware-Anbieter einen größeren Produktumfang anbieten zu können.
NDL hatte kurz vor der Übernahme, im Mai 2005, die Version 2.0 der Gamebryo-Engine mit Unterstützung für die kommende Spielkonsole Xbox 360 veröffentlicht. Zusammen mit Emergent wurde die 3D-Engine um die Entwicklungsumgebung Lightspeed erweitert. Dennoch verlor Gamebryo im Wettbewerb zunehmend an Bedeutung und konnte sich kaum noch gegen die Konkurrenz durch die Unreal-Engine durchsetzen. Im Laufe der Zeit türmte Emergent dadurch Verluste in Höhe von 30 Millionen Dollar auf. Infolge von Umstrukturierungsmaßnahmen wurde im Jahr 2009 ein Teil des Entwicklungsteams entlassen.
Im September 2010 kündigte Emergent zunächst eine Zusammenlegung der Grafik- und Middlewareentwicklung mit dem australischen Entwickler Krome Studios an, unter Führung von Emergent. Da Krome jedoch knapp vor der endgültigen Schließung stand, wurde der Zusammenschluss im November wieder abgeblasen. Stattdessen wurde Emergent von einem seiner wichtigsten Investoren gezwungen, die Gamebryo-Technologie zum Kauf anzubieten. Das südkoreanische Unternehmen Gamebase, ein langjähriger Partner von Emergent Game Technologies, erwarb daraufhin im Dezember 2010 die Gamebryo-Rechte und -Assets.

## Beschreibung
Die Gamebryo Spiel-Engine ist für die Spielentwicklung konzipiert, geschrieben in C++. Gamebryo unterstützt die folgenden Spieleplattformen:
- GNU/Linux (OpenGL)
- Windows (mit DirectX 9-11)
- Nintendo GameCube (bis Version 1.2)
- Wii / WiiWare
- PlayStation 2 (bis Version 1.2)
- PlayStation 3 / PSN
- Xbox (bis Version 1.2)
- Xbox 360 (inkl. Xbox Live Arcade)

## Spiele
In der folgenden Tabelle wird eine Auswahl von Spielen auf Basis der Gamebryo-Engine gelistet:
| Titel                                     | Jahr | Plattform                                     | Entwickler                                                 | Publisher                                         |
| ----------------------------------------- | ---- | --------------------------------------------- | ---------------------------------------------------------- | ------------------------------------------------- |
| Black Prophecy                            | 2011 | Windows                                       | Reakktor Media                                             | Gamigo                                            |
| Canis Canem Edit                          | 2008 | Windows, Xbox 360, Wii                        | Rockstar Vancouver, Rockstar New England, Rockstar Toronto | Rockstar Games                                    |
| Catherine                                 | 2011 | PlayStation 3, Xbox 360                       | Atlus                                                      | Atlus                                             |
| Dark Age of Camelot                       | 2001 | Windows                                       | Mythic Entertainment                                       | Vivendi Universal Games                           |
| Divinity 2 – The Dragon Knight Saga       | 2011 | Windows, Xbox 360                             | Larian Studios                                             | dtp entertainment, 1C, cdv Software Entertainment |
| Divinity 2: Ego Draconis                  | 2010 | Windows, Xbox 360                             | Larian Studios                                             | dtp entertainment, 1C, cdv Software Entertainment |
| Drift City                                | 2007 | Windows                                       | NPLUTO                                                     | NHN Corporation                                   |
| Empire Earth 2                            | 2005 | Windows                                       | Sierra Entertainment, Mad Doc Software                     | Vivendi Universal                                 |
| Fallout 3                                 | 2008 | Windows, PlayStation 3, Xbox 360              | Bethesda Softworks                                         | ZeniMax Media                                     |
| Fallout: New Vegas                        | 2010 | Windows, PlayStation 3, Xbox 360              | Obsidian Entertainment                                     | ZeniMax Media                                     |
| Fiesta Online                             | 2005 | Windows                                       | OnsOn Soft 2007-2016 ab 2016 Gamigo                        | US & EU: Gamigo seit 2016 weltweit Gamigo         |
| Florensia Online                          | 2008 | Windows                                       | AHA Entertainment                                          | Giiku Games                                       |
| LEGO Universe                             | 2010 | Windows, Mac OS X                             | NetDevil                                                   | Warner Bros. Interactive Entertainment            |
| Micky Epic                                | 2010 | Wii                                           | Junction Point Studios                                     | Buena Vista                                       |
| Ragnarok Online 2: Legend of the Second   | 2011 | Windows                                       | Gravity Corp.                                              | Gravity Corp.                                     |
| RIFT                                      | 2011 | Windows                                       | Trion Worlds                                               | Trion Worlds                                      |
| Sid Meier’s Civilization IV               | 2005 | Windows, Mac OS X                             | Firaxis                                                    | 2K Games                                          |
| Sid Meier’s Civilization IV: Colonization | 2008 | Windows                                       | Firaxis Games                                              | 2K Games                                          |
| Sid Meier’s Pirates!                      | 2004 | Windows, Xbox, Mac OS X, PlayStation Portable | Firaxis Games                                              | 2K Games, Atari SA                                |
| Sid Meier’s Railroads!                    | 2006 | Windows, Mac OS X                             | Firaxis Games                                              | 2K Games, Feral Interactive                       |
| Texas Cheat'Em                            | 2009 | PlayStation 3, Xbox 360                       | Wideload Games                                             | D3 Publisher                                      |
| The Elder Scrolls III: Morrowind          | 2002 | Windows, Xbox                                 | Bethesda Softworks                                         | ZeniMax Media                                     |
| The Elder Scrolls IV: Oblivion            | 2006 | Windows, PlayStation 3, Xbox 360              | Bethesda Softworks                                         | ZeniMax Media                                     |
| Warhammer Online: Age of Reckoning        | 2008 | Windows                                       | Mythic Entertainment                                       | Electronic Arts                                   |
| Wheel of Fortune                          | 2009 | PlayStation 3                                 | Sony Online Entertainment                                  | Sony Online Entertainment                         |
| Wizard101                                 | 2008 | Windows                                       | KingsIsle Entertainment                                    | KingsIsle Entertainment                           |